# Rocca Cencia
Rocca Cencia è una frazione di Roma Capitale (zona "O" 86), situata in zona Z. XIV Borghesiana, nel territorio del Municipio Roma VI (ex Municipio Roma VIII).
Sorge sul lato est di via di Rocca Cencia, a sud della via Prenestina e a est della frazione di Colle del Sole, sull'alveo del lago Regillo, prosciugato nel XVII secolo.
Prende il nome dalla famiglia Cenci, proprietaria della tenuta nel XVI secolo.

## Odonimia
I nomi delle vie sono quelli di alcuni comuni della Sardegna e della Calabria.